# ¿Qué comes?
¿Qué comes? es un programa de televisión chileno, conducido por la periodista Carola Fuentes y transmitido por TVN. El programa se estrenó el 2 de marzo de 2015, obteniendo gran repercursión en las redes sociales. El espacio abordará a través de diez capítulos, temas relacionados con la salud y los hábitos alimenticios de los chilenos.

## Desarrollo
La periodista y conductora, Carola Fuentes, indaga en terreno los hábitos de las personas, con apoyo de modernas gráficas y un montaje dinámico. Se hacen experimentos sociales, que son un recurso adicional a las tradicionales entrevistas a expertos e información científica. Al final de cada episodio se entregan alternativas útiles para las personas.

## Episodios
| Capítulo | Título                    | Fecha de estreno    |
| -------- | ------------------------- | ------------------- |
| 1        | «Comida infantil»         | 2 de marzo de 2015  |
| 2        | «La sal»                  | 9 de marzo de 2015  |
| 3        | «Comida express»          | 16 de marzo de 2015 |
| 4        | «Azúcar, dulce tentación» | 23 de marzo de 2015 |
| 5        | «Comida enchulada»        | 30 de marzo de 2015 |
| 6        | «La leche»                | 6 de abril de 2015  |
| 7        | «La granja»               | 13 de abril de 2015 |
| 8        | «Comida Made in Chile»    | 20 de abril de 2015 |
| 9        | «¿Qué tomas?»             | 27 de abril de 2015 |
| 10       | «Franken-Food»            | 4 de mayo de 2015   |